# Laodike (Mutter des Seleukos I.)
Laodike (altgriechisch Λαοδίκη Laodíkē) war mit Antiochos verheiratet, einem General des Königs Philipp II. von Makedonien. Sie hatte mit ihm um 358 v. Chr. den Seleukos I., der in Syrien die Dynastie der Seleukiden begründen sollte.
Um deren Regierungsanspruch zu legitimieren, wurde die Legende von der göttlichen Abstammung des Seleukos I. verbreitet: Apollon habe ihn im Traum mit Laodike gezeugt. Nach dieser benannte ihr Sohn einige in verschiedenen Teilen seines Reichs neu erbaute Städte Laodikeia.